# پژواک کرمپور
پژواک کرمپور (زاده ۱۳۵۱ در آبادان)‌ مدرس و مربی حرفه‌ای فوتبال اهل ایران و مقیم اروپا (آلمان) است. وی پیشینه سرمربیگری تیم باشگاه‌های اروپایی و ایرانی را در کارنامه ورزشی خود دارد.

## بیوگرافی
او در سنین جوانی به کشور آلمان سفر کرد و قبل از جام جهانی برزیل در ۴۱ سالگی به کشور بازگشت و در همان سال برای فوتبال ایران فلسفه نوشت.

## تجربه مربیگری
کرمپور در سال ۲۰۰۱ میلادی در ۲۸ سالگی اولین تجربه مربیگری خود را در تیم بزرگسالان در شهر کلن آلمان با تیم FC Marsdorf به عنوان سر مربی آغاز کرد و در ۳۲ بازی انجام شده حتی یک شکست را هم تجربه نکرد. وی به عنوان سر مربی در تیمهایی چون، VfL Pinneberg و FC NORDERSTEDT و تیمهای چون Blau-Weiß Schenefeld کار کرد که با این تیم توانسته بود در کنار نتیجه‌های باورنکردنی تیم بوندس‌لیگا را هم در زمین حریف شکست بدهد. او به عنوان مربی در سال ۲۰۱۳ در آکادمی تیم ملی جوانان آلمان Deutscher Fußball-Bund در شمال آلمان مربیگری کرد و در سال ۲۰۱۳ با داشتن سمت سرمربیگری بوندسلیگا خانمها در کشور آلمان به ایران آمد.
کرمپور اولین نفری بود که بحث فوتبال مدرن را در ایران مطرح کرد و بازیهای جام جهانی برزیل را با علم و دانش فوتبال روز دنیا برای فدراسیون ایران آنالیز کرد. تا معیار واقعی و روند فنی تیم ملی ایران و سر مربی تیم ملی یعنی کارلوس کیروش به صورت کاملاً فنی به چالش کشید شود. فوتبال ایران از آن تاریخ وارد فرایند علمی جدیدی در فوتبال روز دنیا شد. از این رو کرمپور را می‌توان پدر فلسفه فوتبال و بنیانگذار فوتبال مدرن در ایران دانست.
کرمپور دوره‌های مربیگری فوتبال را در کنار کار مربیگری و تحصیلات دانشگاهی در اروپا از سال ۲۰۰۷ میلادی در وردربرمن آلمان آغار کرد او دوره‌های خود را در:
1. برمن آلمان
2. هامبورگ
3. دورتموند
4. برلین
5. دویسبورگ

مطابق با فوتبال مدرن و روز گذرانده‌است. در سال ۲۰۱۴ میلادی برای شناخت بیشتر و لمس بهتر از فوتبال آسیا در کلاسهای مربیگری ای یوفا شرکت کرد که به عنوان نفر اول این سال نیز برگزیده شد.
دوران مربیگری خود را در ایران از سال ۲۰۱۴ میلادی با تیم استقلال اهواز در لیگ یک به عنوان مدیر فنی آغاز کرد در همین زمان سمت سرمربیگری این تیم را رد کرد و به آلمان برگشت و در کنار تیم بزرگسالان وردربرمن در بوندس لیگای آلمان تا آخر فصل تجربه اندوخت.
در سال ۲۰۱۵ به عنوان کمک (مشاور و آنالیزور) تیم باشگاه فوتبال راه‌آهن در لیگ برتر دستیار توپالیدیس مربی سابق تیم ملی یونان در این تیم شد.
در سال ۲۰۱۶ سرمربیگری تیم باشگاه فوتبال کاسپین در لیگ دوم کشور شد و در ناباوری تیمهای مدعی را در بیرون از خانه شکست داد و این تیم را در لیگ دو کشور حفظ کرد.
در سال ۲۰۱۷ با حکمی سمت کمیته فنی تیم سپاهان اصفهان در لیگ برتر را دریافت کرد.
در همان زمان سمت سر مربیگری تیم نفت تهران در لیگ برتر به کرمپور سپرده شد؛ که در نهایت کرمپور بخاطر سیاست باشگاه به عنوان مدیرفنی، ریس آکادمی و کمک حمید درخشان در لیگ برتر بر نیمکت این تیم نشست. بعد از جدایی حمید درخشان مجدداً سمت سرمربی‌گری نفت در لیگ برتر کشور به پژواک کرمپور سپرده شد که در همان زمان مالکیت این باشگاه دچار تغییر شد و او در سال ۲۰۱۸ به آلمان و تیم وردربرمن بازگشت.
او فوتبال مدرن را به ایران معرفی کرد و به عنوان مدرس فوتبال مدرن با برگزاری کلاسهای مربیگری به فوتبال کشور خدمت کرد.
کرمپور مدتی به عنوان مربی تیم ملی جوانان ایران مشغول به فعالیت بود و در تاریخ چهارم دی ماه ۹۷ همکاری خود را به عنوان مربی با تیم ملی آغاز کرد.
پژواک کرم‌پور به عنوان سرمربی تیم ۹۰ ارومیه مشغول به فعالیت شد او در تاریخ هجدهم شهریور ماه ۹۹ همکاری خود را به عنوان سرمربی آغاز کرد. 
کرمپور در سال ۱۴۰۰ سرمربی تیم شمس آذر قزوین شد و مجددا با شاگردان خود توانست تیم شمس آذر قزوین را از بحران خارج کرده و این تیم  را درلیگ دو برای دومین بارحفظ بکند.  تیم شمس آذر در این سال توانست تا رده های  بالای جدول ارتقاء پیدا بکند. شمس آذر در همین سال امتیاز تیم بادران در لیگ یک کشور را خریداری کرد و کرمپور به عنوان سر مربی تیم شمس آذر در قزوین در لیگ آزادگان انتخاب شد.

## تحصیلات
او در کنار رشته تحصیلی خود در علم ورزش تخصص فوتبال تحصیلات دانشگاهی خود را ادامه داده و به عنوان اولین مربی تحصیل کرده در علوم ورزش - لیسانس فوتبال شناخته می شود.